# Desastre do Hindenburg
O desastre do Hindenburg ocorreu em 6 de maio de 1937, em Lakehurst, Nova Jersey, Estados Unidos. O dirigível alemão de passageiros LZ 129 Hindenburg pegou fogo e foi destruído durante a sua tentativa de atracar com o seu mastro de amarração na Estação Aérea Naval de Lakehurst. A bordo estavam 97 pessoas (36 passageiros e 61 tripulantes); houve 36 mortes (13 passageiros e 22 tripulantes, 1 trabalhador no solo).

## Possíveis causas
O gás de hidrogênio usado para mantê-lo no ar, altamente inflamável, foi inicialmente responsabilizado pelo enorme incêndio que tomou conta da aeronave e durou exatos trinta segundos. Logo após o evento, o governo alemão também sugeriu, de imediato, que uma sabotagem derrubara o grandioso zeppelin, que representava a superioridade tecnológica daquele país. Ambas as afirmações iam-se mostrar, contudo, essencialmente incorretas após as investigações.
O desastre foi o tema da cobertura de noticiários, fotografias e relatos do jornalista Herbert Morrison no campo de pouso, que foram transmitidos no dia seguinte. Uma variedade de hipóteses foi apresentada para as causas do incêndio. O evento abalou a confiança do público na gigantesca aeronave rígida que transportava passageiros e marcou o fim abrupto da era dos dirigíveis.

## Investigação
A comissão americana, que investigou o acidente junto com a companhia Zeppelin, atribuiu falha humana ao acidente. Uma brusca manobra momentos antes do pouso causou o rompimento de um dos tanques de hidrogênio e uma faísca dera a início à ignição.
Investigações posteriores, mais detalhadas, realmente atrelaram a origem das chamas a faíscas elétricas que se desencadearam ao se lançar as amarras ao solo no processo de pouso, geradas pela descarga de energia eletrostática acumulada no dirigível.
O hidrogênio, que também contribuiu de forma indireta para o incêndio, queima com chama azulada, quase invisível. Uma aeronave de dimensões idênticas, o LZ-130 Graf Zeppelin II, que substituiria o veterano LZ-127, chegou a ser construída por completo, mas foi desmontada em 1940, sem nunca ter operado regularmente.

### Hipótese da tinta incendiária
Uma outra hipótese aventada, chamada de "Incendiary Paint Theory" (IPT), culpava não o gás hidrogênio mas sim a própria estrutura do balão, construído com tecido de algodão impermeabilizado com acetato de celulose e recoberto com pó aglutinado de alumínio (a fim de conferir-lhe uma cor prateada permitindo o destaque da suástica) ligeiramente inflamáveis — pelo início e pela veloz propagação das chamas após iniciadas, essas vermelhas e amarelas, conforme relatos.